# Liste der Monuments historiques in Heidwiller
Die Liste der Monuments historiques in Heidwiller führt die Monuments historiques in der französischen Gemeinde Heidwiller auf.

## Liste der Bauwerke
| Bezeichnung           | Beschreibung                                                                             | Standort                | Kennzeichnung | Schutzstatus | Datum | Bild           |
| --------------------- | ---------------------------------------------------------------------------------------- | ----------------------- | ------------- | ------------ | ----- | -------------- |
| Château de Heidwiller | Wasserburg, 14. Jahrhundert oder früher, im 18. und 19. Jahrhundert zum Schloss umgebaut | 1 rue du Château (Lage) | PA68000005    | Inscrit      | 1996  | weitere Bilder |